# 요사팟 쿤체빅
성 요사팟 쿤체빅(우크라이나어: Йосафат Кунцевич, 벨라루스어: Язафат Кунцэвіч, 1580년경 - 1623년 11월 12일)은 로마 가톨릭교회와 일치한 동방 가톨릭교회의 지체 가운데 하나인 우크라이나 그리스 가톨릭교회의 수사이자 대주교이다. 1623년 11월 12일 오늘날 벨라루스의 영토에 해당하는 폴란드-리투아니아 연방의 비쳅스크에서 그와 뜻을 달리하던 동방 정교회의 폭도들에 의해 살해당하였다. 가톨릭교회에서 그는 순교자이자 성인으로 공경받고 있다.